# Love Is Here to Stay
Love Is Here to Stay ist ein Lied, das 1937 von George Gershwin für den Film The Goldwyn Follies (1938) komponiert und mit einem Text von Ira Gershwin versehen wurde. Es entwickelte sich zum Evergreen und auch zum Jazzstandard.

## Hintergrund

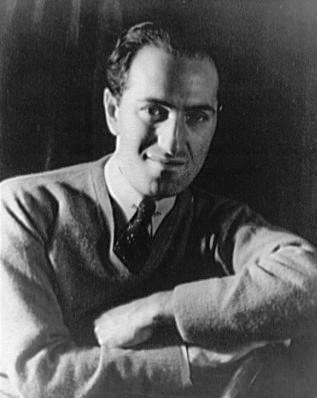
George Gershwin, 1937
Foto: Carl van Vechten

Love Is Here to Stay wurde zuerst von Kenny Baker in The Goldwyn Follies gesungen, und wurde nach Ansicht des Biographen Edward Jablonski noch populärer, als Gene Kelly es für Leslie Caron im Film Ein Amerikaner in Paris (1951) sang. Zuerst hieß der Titel It's Here to Stay und dann Our Love Is Here to Stay. Bei Chappel wurde er 1938 als Love Is Here to Stay veröffentlicht. Ira Gershwin sagte, dass er den Titel jahrelang wieder in Our Love Is Here to Stay ändern wollte, aber es dann doch nicht richtig fand, da er schon zum Standard geworden war.
Die Melodie von Love Is Here to Stay ist überwiegend in Dur gehalten und in der Liedform ABAB' verfasst. Es war die letzte musikalische Komposition, die George Gershwin vor seinem Tod am 11. Juli 1937 fertigstellte. Zuvor hatte er seinen Bruder und seinen Freund, den Pianisten Oscar Levant, um Rat gebeten, denen er die Melodie vorgespielt hatte.
Oscar Levant erinnert sich in seinem Memoiren A Smattering of Ignorance (1940):

„Love Is Here to Stay hat eine seltsam kontinuierliche Melodielinie, ein ziemlich komplexes Muster. Nachdem ich es zum ersten Mal gehört hatte, bemängelte ich die fehlende Atempause in den zweiten acht Takten, die zu langen Konturen, ich äußerte sehr überzeugende Gründe - so dachte ich - für meine Meinung. George verbrachte zwei Tage damit, die Melodie neu zu komponieren, die Zeile zu vereinfachen und kehrte schließlich zur ursprünglichen Form zurück. Ira war ziemlich sauer auf mich - und das zu Recht.“

Ira Gershwin schrieb die Texte nach Georges Tod als Hommage an seinen Bruder. Obwohl George die Verse für das Lied nicht mehr aufgeschrieben hatte, hatte er diese sowohl Ira als auch Levant vorgespielt. Vernon Duke wurde beauftragt, diese Passage zu Beginn des Liedes auf der Grundlage der Harmonien, die Levant erinnerte, zu rekonstruieren.
Für den Musikwissenschaftler K. J. McElrath, der sich lange mit Standards beschäftigt hat, ist dieser Song ein gutes Beispiel dafür, wie es „Gershwin gelungen ist, anspruchsvolle Musik aus einfachen Materialien zu machen.“ Die Melodie des A-Teils baut auf einer pentatonischen Skala über eine II-V-I-Akkordfolge auf. Gershwin veränderte dabei aber die Akkorde und überrascht den Zuhörer am Übergang zum B-Teil durch den Gebrauch von Akkordverlängerungen. Nach konventionellem Beginn wird im B-Teil die Auflösung der Tonika verzögert, indem ein harmonischer Weg eingeschlagen wird, der an den A-Teil des Evergreens „Just You, Just Me“ erinnert, und dann zur Tonika des zweiten A-Teils führt. Die ersten beiden Takte des zweiten B-Teils sind melodisch und harmonisch ähnlich wie der erste, nur dass alles einer rhythmischen Verkleinerung unterworfen wurde.

## Goldwyn Follies
Michael Feinstein zufolge ist Bakers Interpretation des Songs „blutleer“ (verglichen mit dessen Version des ebenfalls im Film Goldwyn Follies enthaltenen Gershwin-Songs „Love Walked In“). Ira Gershwin erinnerte sich zum Film: „Love Is Here to Stay wurde so wenig Raum gegeben – ich denke, nur ein Refrain –, dass es in The Goldwyn Follies kaum Bedeutung hatte.“ Die Darbietung geht teilweise in einem Dialog unter.
Oscar Levant erinnert sich, dass der Produzenten des Films Gershwin eines Nachmittags zu einer Besprechung bestellte und darauf bestand, dass er die gesamte Partitur vorspielte. Das machte Gershwin wütend, der der Ansicht war, dass er in seiner Karriere als Komponist über dieses Stadium hinausgekommen war.
Samuel Nathaniel Behrman besuchte Gershwin ein paar Tage vor seinem Tod und notierte, dass George Gershwin ihm sagte:

„Ich musste dafür leben, dass Sam Goldwyn zu mir sagte: 'Warum schreibst du keine Hits wie Irving Berlin?“

## Durchbruch und spätere Versionen
Obgleich es im Film nur eine Nebenrolle spielte, wurde Love Is Here to Stay in zwei Schallplattenaufnahmen 1938 ein Hit: Larry Clinton and His Orchestra (mit der Sängerin Bea Wain) erreichte Platz 15 der US-Charts; Red Norvo and His Orchestra mit der Sängerin Mildred Bailey erreichte Platz 16. Ein Standard wurde der Song aber erst durch Gene Kellys Interpretation im Film An American in Paris (1951).
Weitere Versionen
- 1956: Frank Sinatra – Songs For Swingin' Lovers
- 1956: Dinah Washington – In the Land of Hi-Fi[7]
- 1957: Ella Fitzgerald und Louis Armstrong – Ella and Louis Again[7]
- 1959: Ella Fitzgerald – Ella Fitzgerald Sings the George and Ira Gershwin Songbook[7]
- 1959: Billie Holiday – All or Nothing at All[7]
- 2000: Susannah McCorkle – Hearts and Minds[7]
- 2013: Eric Clapton  – Old Sock
- 2016: Bradley Walsh – Chasing Dreams[8]
- 2018: Tony Bennett und Diana Krall – Love Is Here to Stay[9]

Im Bereich des Jazz wurden nach Angaben des Diskographen Tom Lord 875 Versionen des Songs aufgenommen.
Einsatz in weiteren Filmen und im Musical
Das Lied ist auch in den Filmen Manhattan (1979), Harry und Sally (1989) und Vergiß Paris (1995) zu hören.
Eine Instrumentalversion des Songs ist in einer Folge von The Honeymooners zu hören. Das Lied wird zudem im Musical The 1940's Radio Hour (1979) verwendet.